# 才賀明
才賀 明（さいが あきら、1932年〈昭和7年〉8月3日 - 1989年〈昭和64年〉1月3日）は和歌山県出身の脚本家である。滝一也（俳優・脚本家・演出家）は長男。

## 主な作品

### 映画
- さようならの季節（1962年 日活）- 三木克巳と共同脚本
- ポンコツおやじ（1962年 日活）
- 英語に弱い男　東は東西は西（1962年 日活）
- 抜き射ち三四郎（1962年 日活）
- 丘は花ざかり（1963年 日活）
- 結婚の条件（1963年 日活）- 斎藤武市と共同脚本
- 若い東京の屋根の下（1963年 日活）
- 波浮の港（1963年 日活）
- 霧に消えた人（1963年 日活）- 柏正人と共同脚本
- ああ青春の胸の血は（1964年 日活）
- こんにちは赤ちゃん（1964年 日活）- 山崎巌と共同脚本
- 大日本コソ泥伝（1964年 日活）- 花登筐と共同脚本
- 大日本チャンバラ伝（1965年 日活）- 花登筐と共同脚本
- 大日本ハッタリ伝（1965年 日活）- 花登筐と共同脚本
- 大日本殺し屋伝（1965年 日活）- 花登筐と共同脚本
- 東京は恋する（1965年 日活）
- 愛して愛して愛しちゃったのよ（1966年 日活）
- ザ・スパイダースのゴーゴー向う見ず作戦（1967年 日活）- 倉本聰と共同脚本
- 愛は惜しみなく（1967年 日活）- 丹野雄二と共同脚本
- 喜劇 大風呂敷（1967年 日活）
- 東京ナイト（1967年 日活）
- 二人の銀座（1967年 日活）
- 夢は夜ひらく（1967年 日活）- 中野顕彰と共同脚本
- BG・ある19才の日記 あげてよかった!（1968年 日活） -山崎巌と共同脚本
- 禁断の果実（1968年 日活） - 蘇武道夫と共同脚本
- 青春の風（1968年 日活）
- 赤道を駈ける男（1968年 日活） - 斎藤武市と共同脚本
- 男の挑戦（1968年 松竹）
- 夜の熱帯魚（1969年 松竹） - 井上梅次と共同脚本
- 夜の牝 花と蝶（1969年 日活） - 中西隆三と共同脚本
- 涙でいいの（1969年 日活）
- 恋のつむじ風（1969年 日活）
- 喜劇 女もつらいわ（1970年 日活） - 江崎実生と共同脚本
- 花の高2トリオ 初恋時代（1975年 東宝）
- 喜劇 女子学生 華やかな挑戦（1975年 松竹）

### テレビドラマ
- あたって砕けろ（1964年 CX）
- おくさまは18歳（1970年 TBS）
- なんたって18歳!（1971年 TBS）
- あしたに駈けろ!（1972年 CX）
- おらあガン太だ（1974年 CX）

### テレビアニメ
- 小さなバイキングビッケ（1974年 CX）

| スタブアイコン | サブスタブ | この項目は、まだ閲覧者の調べものの参照としては役立たない、文人（小説家・詩人・歌人・俳人・作詞家・作家・放送作家・随筆家（コラムニスト）・文芸評論家）に関連した書きかけの項目です。この項目を加筆・訂正などしてくださる協力者を求めています（P:文学/PJ:作家）。 |